# El fantasma del convento
El fantasma del convento és una pel·lícula de terror mexicana de 1934, dirigida per Fernando de Fuentes Carrau, qui també va coescriure el guió i editar la pel·lícula.
L'any 2019 va ser presentada al Festival Internacional de Cinema de Morelia (FCIM) una versió restaurada del llargmetratge. Aquesta edició va ser realitzada per l'Arxiu Permanència Voluntària de Tepoztlán a càrrec de la seva fundadora Vivian García i Hugo Villa, director de la filmotéca de la Universitat Nacional Autònoma de Mèxic (UNAM).

## Trama
Cristina (Marta Roel), és l'esposa d'Eduardo (Carlos Villatoro), qui tracta de seduir al seu amic Alfonso (Enrique del Campo). Una nit tenen un accident i es troben perduts. Un misteriós subjecte i el seu gos els assenyala que poden refugiar-se en un monestir de la rodalia on hi habiten els monjos enclaustrats de l'Orde del Silenci. Durant un menjar, el vell pare superior (Paco Martínez) els conta la història d'un monjo que va seduir l'esposa d'un amic venent-li la seva ànima al diable. Quan va morir, el monjo no va poder trobar la pau en la mort i va tornar com a esperit a la seva cel·la maleïda. Alfonso, a punt de cedir a la seducció de Cristina, troba la fatídica cel·la i hi entra. El cadàver momificat del monjo pecaminós fa un gest cap a un llibre ple de sang i quan el cadàver d'Eduardo també se li apareix, Alfonso es posa a delirar. Quan es desperten, el trio descobreix que el monestir ha estat en ruïnes durant molts anys i la cripta amb el monjo momificat s'havia convertit en una atracció turística, descobreixen també que els monjos que els van acollir estaven morts.

## Repartiment
- Enrique del Campo com Alfonso.
- Marta Roel com Cristina.
- Carlos Villatoro com Eduardo.
- Paco Martínez com Pare Prior.
- Victorio Blanco com Monjo Maleït.
- José Ignacio Rocha com el guàrdia de Seguretat.
- Francisco Lugo
- Beltrán de Heredia
- Agustín González

## Producció
El fantasma del convento va ser coescrito i produït per Jorge Pezet i dirigit per Fernando de Fuentes. El desenvolupament i la producció de la pel·lícula van començar en 1933. Després de l'èxit de La Llorona, que es va basar en l'esperit llegendari del mateix nom i escrita pel director Fuentes, els realitzadors ràpidament van decidir seguir amb l'èxit de les pel·lícules de terror. La idea per la pel·lícula va ser del productor Jorge Pezet. Pezet havia desenvolupat recentment una fascinació per les mòmies dissecades que s'exhibeixen al Museu del Carmen de Mèxic. Decidit a usar-les per a una pel·lícula, Pezet, juntament amb el director Fuentes i Juan Bustillo Oro, van desenvolupar un guió que mostrava tres joves adults que es veuen obligats a passar la nit en un monestir només per descobrir que els seus amfitrions eren membres dels morts vivents. La filmació va tenir lloc a un monestir de Tepotzotlán.

## Recepció
Al seu lloc web Fantastic Movie Musings and Ramblings, Dave Sindelar la va nomenar "una dels millors pel·lícules de terror mexicanes", i va elogiar la seva sorprenent imatge i ús del so.